# Маскаренські черепахи
Маскаренські черепахи (Cylindraspis) — вимерлий рід черепах родини Суходільні черепахи підряду Схованошиї черепахи. Має 5 видів.

## Опис
Загальна довжина карапаксу коливалася від 50 до 120 см. Спостерігався статевий диморфізм: самці більші за самиць. За будовою були схожі на Альдабрську черепаху. Мали масивну голову з потужними щелепами. Карапакс був великий, куполоподібний або сідлоподібний. Передня, інколи й задня частини, були підняті догори. Мали довгі кінцівки та довгу шию.
Здебільшого забарвлення було жовтувате, світло—коричневе, піщане з різними відтінками. Карапакс був темніший за пластрон.

## Спосіб життя
Увесь час проводили на суходолі серед рясною та високої рослинності. Харчувалися рослинами, були здатні зривати листя, квіти або пагони з доволі високих місць.
Щодо парування, відкладання яєць відомостей наразі недостатньо.

## Розповсюдження
Мешкали на Маскаренських островах. Звідси походить їх назва. До появи європейців тут мешкали величезні стада цих черепах. Ще наприкінці XVII сторіччя можна було побачити групи з 2000—3000 черепах. Втім полювання на цих черепах колоністами призвело до їх цілковитого знищення. Так, на кожен корабель, який йшов лише з острова Родригес, вантажили 5—6 тисяч черепах, з них довозили до місця трохи більше 1 тисячі. Зрештою (до середини XVIII ст.) великі, дорослих особин були переловлено, а молоді черепахи — знищені привезеними свинями.

## Види
- †Cylindraspis indica
- †Cylindraspis inepta
- †Cylindraspis peltastes
- †Cylindraspis triserrata
- †Cylindraspis vosmaeri